# Paola Rojas
Paola Rojas, född 26 januari 1996 i San Lorenzo, Puerto Rico, USA, är en volleybollspelare (vänsterspiker). 
Med Puerto Ricos landslag har hon deltagit i bl.a. VM och nordamerikanska mästerskapet. Hon har spelat med klubbar i Puerto Rico, Frankrike och Italien.